# 基希 (夏威夷州)
基希（英語：Kihei）是位於美國夏威夷州茂宜縣的一個人口普查指定地區。

## 地理
基希的座標為20°45′33″N 156°27′26″W / 20.75917°N 156.45722°W，而該地最高點為海拔高度1米（即3英尺）。

## 人口
根據2010年美國人口普查的數據，基希的面積為30.20平方千米，當中陸地面積為24.20平方千米，而水域面積為6.20平方千米。當地共有人口20881人，而人口密度為每平方千米691.42人。